# Knutî, Sosnîțea
Knutî (în ucraineană Кнути) este un sat în comuna Pekariv din raionul Sosnîțea, regiunea Cernihiv, Ucraina.

## Demografie
Componența lingvistică a localității Knutî
     Ucraineană (98,56%)
     Rusă (1,44%)
Conform recensământului din 2001, majoritatea populației localității Knutî era vorbitoare de ucraineană (98,56%), existând în minoritate și vorbitori de rusă (1,44%).